# 26301 Hellawillis
26301 Hellawillis è un asteroide della fascia principale. Scoperto nel 1998, presenta un'orbita caratterizzata da un semiasse maggiore pari a 2,4003763 UA e da un'eccentricità di 0,1824668, inclinata di 3,60831° rispetto all'eclittica.